# Drapeau et armoiries de Cali
 (octobre 2024).
Le drapeau de la ville de Cali (Colombie) est officiellement adopté le 31 mai 1954.

## Composition et symbolisme
Le drapeau de la ville de Calli est composé de trois bandes horizontales bleue, blanche et verte, séparées de deux liserés rouges.

### Couleurs
| Couleur | ● Bleu  | ● Blanc | ● Vert  |
| ------- | ------- | ------- | ------- |
| HTML    | #0000FF | #FFFFFF | #046A38 |

## Armoiries

Armoiries de Cali.

Les armoiries de Santiago de Cali sont l'emblème héraldique qui identifie depuis plus de 400 ans le district spécial de Santiago de Cali, capitale du département de Valle del Cauca (Colombie), accordé par la princesse Juana d'Autriche régente d'Espagne. , au nom du roi Philippe II,12 par décret royal donné à Valladolid le 17 juin 1559.